# Distracción
Distracción – miasto w Kolumbii, w departamencie La Guajira.